# St-Didier (Asfeld)

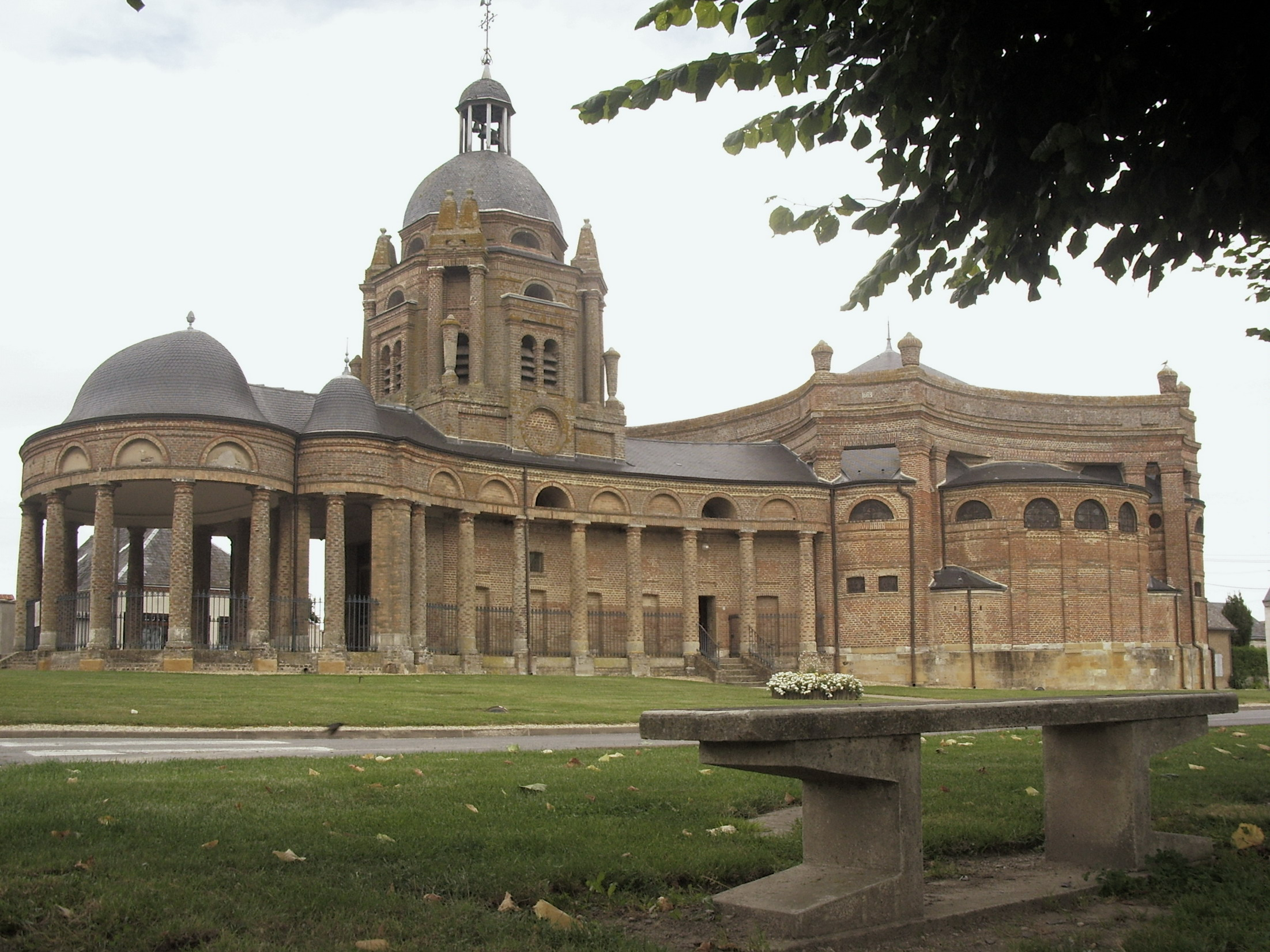
Saint-Didier in Asfeld

Die römisch-katholische Kirche Saint-Didier ist eine Barockkirche in Asfeld (zur Zeit der Errichtung Avaux, zuvor Ecry) im Département Ardennes (Frankreich). Sie ist seit 1913 als Monument historique klassifiziert.

## Geschichte

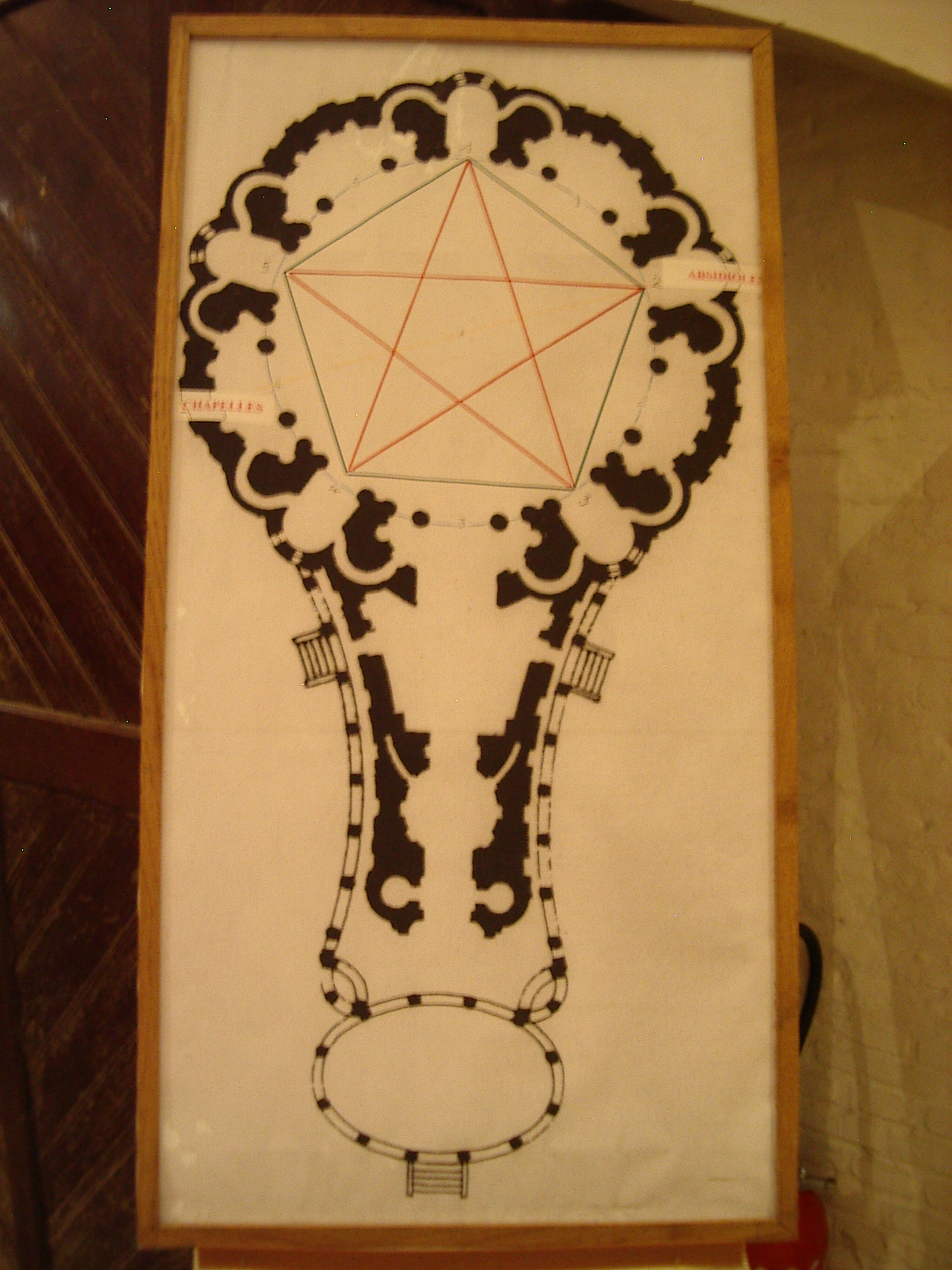
Grundriss der Kirche

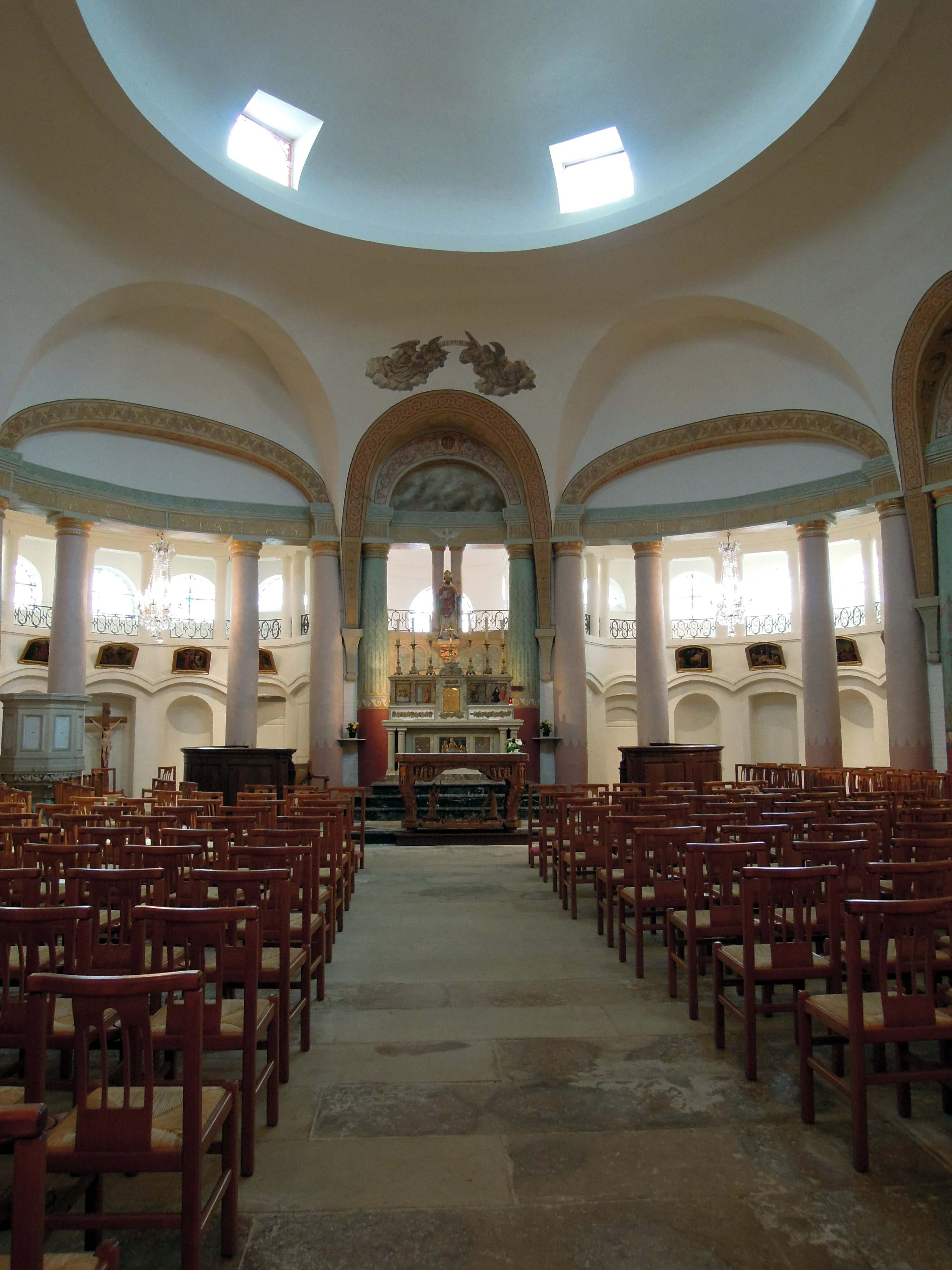
Inneres der Rotunde

Die Kirche wurde zwischen 1680 und 1685 im Auftrag des königlichen Intendanten Jean-Jacques de Mesmes und teilweise auf dessen Kosten errichtet. Der Plan stammte von einem „Monsieur Fleury“ und dem Dominikaner Frère François Romain aus Maastricht. Über eine Miturheberschaft von Guarino Guarini wird spekuliert. Die Kirche wurde 1733, ab 1865, 1994, 2001 und 2008/09 restauriert.

## Bau
Die ganz aus Ziegeln errichtete, 44,82 m lange Kirche hat die Form einer Rotunde auf der Basis eines Fünfecks im Osten, die von einer Flachkuppel gedeckt wird und die ein Säulenkranz mit Nischenkapellen umgibt. Nach Westen schließt sich eine Kolonnade an, die konkav eingezogen ist und einen Kuppelturm aus drei Geschossen trägt. Davor liegt eine Vorhalle über ovalem Grundriss.